# 苏联控制论史
控制论在苏联有其自身独有的特点，这是因为控制论的研究和苏联意识形态及国内政治经济局势变化有所关联。20世纪50年代初，由于反美意识形态，苏联官方对诺伯特·维纳所提出的控制论加以激烈批评；而斯大林逝世后，控制论研究转向合法，并逐渐在苏联学术界活跃起来，到60年代成为一门显学，写入苏共党纲，成为意识形态术语，并就此得到各界追捧；最终，在20世纪70年代至80年代走向式微。
起初在1950年至1954年，苏联当局对控制理论持完全负面的态度，苏共中央宣传鼓动部号召社会各界加大反美批判力度，报界瞄准美国数学家维纳提出的控制论，将之批判成“反动伪科学”“帝国主义意识形态的完全体现”，撰文批判嘲讽。斯大林逝世后，尼基塔·赫鲁晓夫推动政治和文化解冻，当局对控制论的态度就此逆转，控制论研究正常化，成为一门“严肃、重要的科学”，《哲学问题》期刊在1955年刊文介绍控制理论。一批先前遭官方抑制的科学研究，如结构语言学、孟德尔遗传学，也都被归类为“控制论”，并成立“控制论委员会”，资助这些新领域的研究，主席为阿克塞尔·别尔格院士。
到20世纪60年代，苏联控制论研究可谓蔚然成风，“控制论”在苏联学术界成为时髦字眼，也有学者批评别尔格志在学术政治，欲领导其委员会“涵盖苏联一切科研工作”。到80年代，控制论研究走向式微，其意识形态涵义逐步被“信息学”取代。

## 斯大林时代的批判（1950–1954）
苏联官方媒体和学术机构最初对控制论的看法是完全负面的。20世纪50年代初，为应对北约组织成立，苏共中央宣传鼓动部号召社会各界加大反美批判力度，要“展现资产阶级文化和道德的腐败，戳穿美国宣传机器的神话”，各大报刊因此需就西方世界的各个领域以各种角度展开批判。
最初向控制理论发难的记者是鲍里斯·阿加波夫。美国计算机科学研究在战后不断发展，1950年1月23日《时代》杂志在封面刊登了一幅漫画，画中是一台哈佛马克三号计算机，配以标语“人类能造出超人吗？”1950年5月4日，阿加波夫在《文学报》刊载《马克三号：一台计算器》一文，在文中嘲讽美国人热衷于这些新型“思考机器”，做着将这些机器投入军事和工业用途的美梦。他还在文中批判控制理论创始人诺伯特·维纳，称他是“资本主义用来替代真正科学家的反启蒙主义者和鼓动家”的典型代表，称美国对计算机的宣传是“一场蒙蔽大众的运动”。
尽管阿加波夫撰文的行为并非是受任何官方机构委托，也从未提及“控制论”一词，但阿加波夫的文章很快就被公众视为官方批判控制理论的一个信号。图书馆流通名录将维纳所著之《控制论》撤下，各大报刊纷纷效仿，把控制论斥为反动伪科学。哲学研究所学者米哈伊尔·雅罗舍夫斯基发起针对“语义唯心主义”哲学的公开批判，将维纳及其提出的整个控制理论定性为语义唯心主义这种“反动哲学”的一部分。1952年，《文学报》又刊登了一篇更加明确反控制论的文章，彻底拉开批判运动的序幕，随后一系列报章都撰文对控制论展开口诛笔伐。在这场批判运动的高峰期，1953年10月，官方哲学刊物《哲学问题》发表了一篇题为《控制论为谁服务？》、署名“唯物主义者”的文章。该文谴责控制论是一种“反人道的伪理论”，本质是“正滑向唯心主义的机械论”，并直指美国军方就是“控制论所服务的神”。
在这段时期，苏联最高领导人斯大林本人从未参与到批判控制论的行列当中。苏联科学部部长尤里·日丹诺夫回忆称“斯大林从未反对过控制论”，还不遗余力“推进计算机技术”，以期让苏联取得技术优势。虽然这场运动的规模并不大，仅有10篇左右的批判文章问世，但当代学者瓦列里·希洛夫认为，这一系列批判即构成了中央意识形态机构的“严格行动指令”，即宣告控制论是应被批判和消灭的资产阶级伪科学。
这些批判者中很少有人接触过控制论的原始文献，阿加波夫的消息来源仅限于1950年1月那期《时代》杂志；研究所的批评依据是1949年的《ETC：普通语义学评论》期刊；在所有批判文章中，只有《哲学问题》署名“唯物主义者”的文章直接引用了维纳的《控制论》。他们拣选维纳言论中耸人听闻的部分，或者基于其他苏联同类主题书籍去臆测，将维纳描绘成一个唯心主义者、机械主义者，批判他“将科学和社会学思想简化为单纯的机械模型”。文章引用维纳对第二次工业革命和“无需人力参与的流水线”所作的悲观推测，据此为他贴上“专家统治论者”的标签，说他希望看到“全由计算机大脑控制的机器完成，没有工人的生产过程”，“既没有罢工或罢工运动，更不会有革命起义”。当代学者格罗维奇如此概括这一时期的批判：“每个人都上纲上线，逐步夸大控制论的意义，直至它被视作帝国主义意识形态的完整化身”。

## 合法化及兴起（1954–1961）

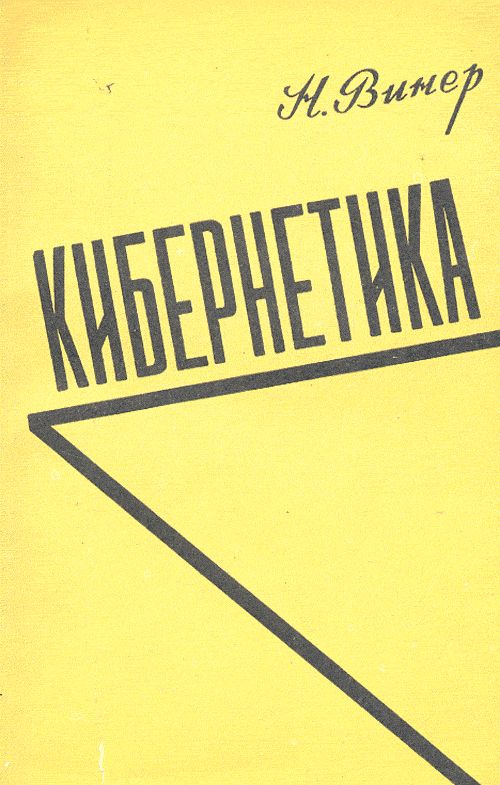
諾伯特·維納所著之《控制论》首版俄文译本，于1958年出版。这一年是苏联控制论研究的关键转折点，维纳的《人有人的用处》亦被译成俄语出版，苏联控制论研究期刊《控制论问题》应运而生

1954年斯大林逝世，随后苏联最高领导人赫鲁晓夫在各领域推进改革，控制论得以摆脱先前背负的意识形态骂名，逐步在公众视野中恢复声誉。苏联学者也将控制论视为逃离斯大林主义意识形态的一条新道路，借此重新提倡起控制论所代表的数学客观性。在赫鲁晓夫时期，控制论不仅成为一门合法的科学，而且成为了苏联学术界的热门领域。
军事计算机科学家阿纳托利·基托夫上校回忆道，他在国家机械设备部特种制造局的机密图书馆碰巧发现《控制论》一书，并意识到，控制论并非如当时官方报章所认为的那样，是资产阶级伪科学，而恰恰相反，是一门严肃而重要的科学。他与数学家阿列克谢·李亚普诺夫一同于1952年向《哲学问题》投递了一篇支持控制论的文章。《哲》并未明确反对，不过要求李亚普诺夫和基托夫在文章发表前公开讲授控制论。从1954年到1955年，他们共举办121场控制理论研讨会。哲学及意识形态学者恩斯特·科尔曼也加入这场平反行动。1954年11月，科尔曼在社会科学院演讲，谴责压制控制论研究。他还赴《哲学问题》办公室，要求将他的演讲稿发表出来。
1955年，《哲学问题》刊载两篇文章，一篇是《控制论的主要特征》，由谢尔盖·索博列夫、阿列克谢·李亚普诺夫、阿纳托利·基托夫联合撰写；另一篇是恩斯特·科尔曼撰写的《什么是控制论？》。这成为苏联控制论研究兴起的首个信号，为控制论此后在苏联的发展奠定了基础。
在《控制论的主要特征》中，三位学者试图将控制论阐释为一个连贯的科学理论，并将之适当改造以便应用于苏联。他们也刻意避免哲学和意识形态探讨，并将维纳描述成美国的一位反资本主义学者。他们主张，控制论的基本原理如下：信息论；自动高速电子计算机理论，即与人类思维过程相似的自组织的逻辑过程的理论；自动控制系統理论，主要是反馈理论。科尔曼在《什么是控制论？》中提出了一套控制论的历史脉络，称其源自于苏联，并纠正往年批判言论中的偏误，他在辩证唯物主义框架内引用术语作出论述，批判这些反对者犯了唯心主义和生命主义错误。
控制论在苏联由此转向合法化。时任国防部副部长阿克塞尔·别尔格院士撰写了数篇秘密报告，痛陈苏联信息科学发展状况堪忧，认为学界对控制论的打压是罪魁祸首。1956年6月，党内批准派出一支小组代表苏联参加第一届国际控制论大会，代表团随后在汇报中称苏联在计算机科技领域落后于发达国家。此后，官方出版物中关于控制论的负面定义就此消失。1958年，维纳著作《控制论》和《人有人的用处》首版俄文译本正式出版。同年，苏联首个控制论期刊《控制论问题》（Проблемы кибернетики）创刊，由李亚普诺夫担任主编。
维纳答：我来告诉你他们有多重视。他们在莫斯科有一家研究所，在基辅有一家，在列宁格勒有一家，在埃里温、第比利斯、撒马尔罕、塔什干和新西伯利亚也各有一家。可能还有其他地方。

记者问: 他们是否像我们一样，在充分利用这门科学？

为了筹备宣传1960年国际自动控制联合会首届大会，维纳亲赴苏联，在莫斯科综合技术博物馆就控制论发表演讲。他抵达后发现演讲厅现场非常热闹，到场学者们将演讲厅挤得水泄不通，甚至有些人坐在过道和楼梯上，其中还包括昔日反控制论的多家媒体记者，包括《哲学问题》在内，以求采访维纳。维纳本人也对美国记者介绍了苏联人对控制论研究的巨大热情。
1959年4月10日，别尔格院士向苏联科学院主席团提交报告，要求成立组织专门推进控制论研究，由李亚普诺夫所撰写。主席团于是决定成立控制论委员会，由别尔格担任主席，李亚普诺夫担任副主席。该委员会的覆盖范围极广，截至1967年，其下涵盖多达15个学科领域，从语言学到法学均有涉猎，并以“控制论语言学”“法律控制论”称之。在赫鲁晓夫对科研采取宽松政策的时期，控制论委员会实质上是一个伞式组织，许多曾受压制的学科都囊括在其中，包括：非巴甫洛夫生理学（“生理控制论”）、结构语言学（“控制论语言学”）以及孟德尔遗传学（“生物控制论”）等。
李亚普诺夫还推动成立了一个20人的控制论系，致力于为控制论研究争取官方经费。即便如此，李亚普诺夫仍遗憾表示“我国控制论领域缺乏组织”。1961年6月，结构语言学家推动成立了符号学研究所，由小安德烈·马尔可夫担任所长。李亚普诺夫因此又和结构语言学家合作推动设立控制论研究所，但未获赫鲁晓夫批准。退而求其次，控制论委员会被授予研究机构级别的职能，但并未扩充编制。

## 巅峰及式微（1961–1980年代）

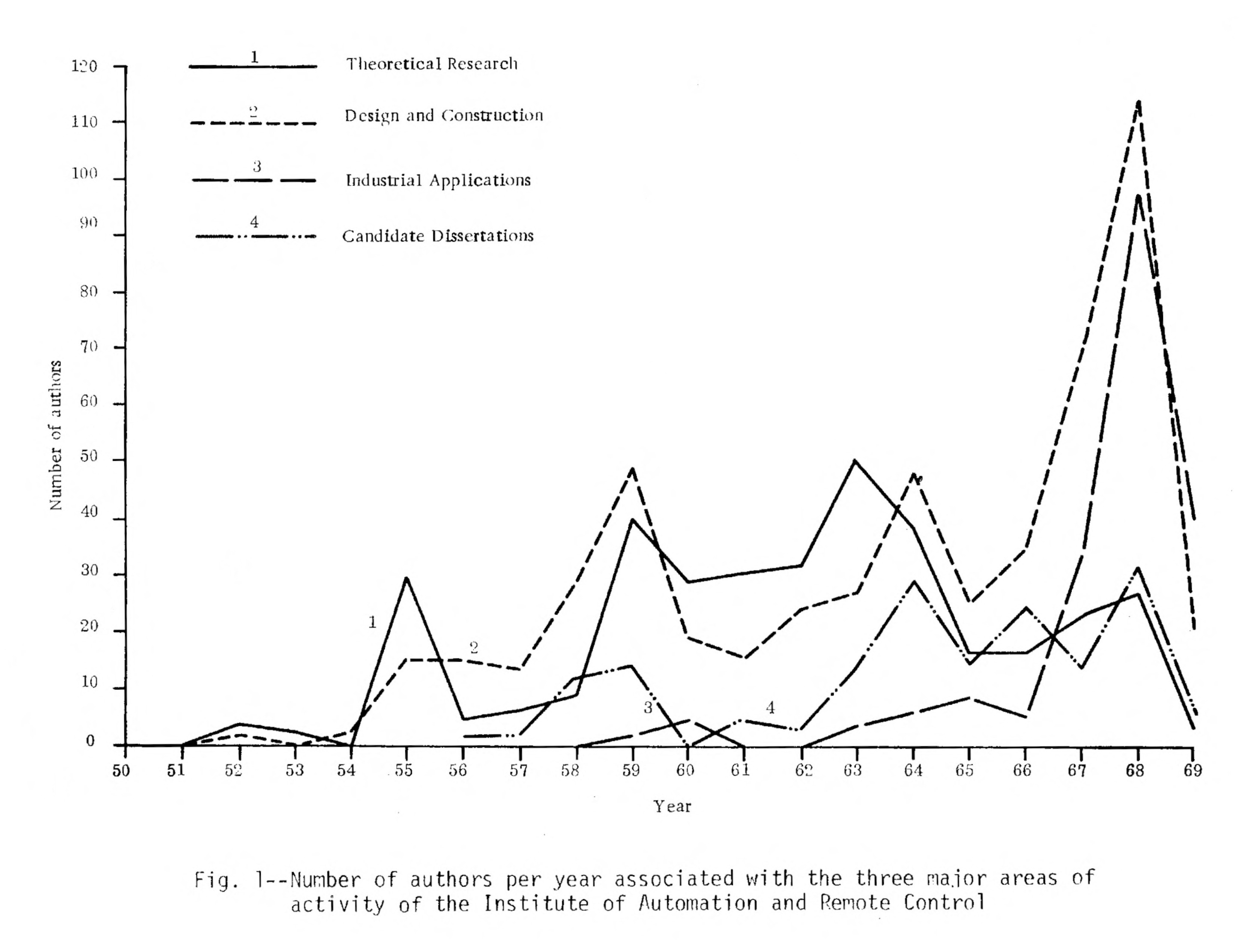
1950年至1969年，苏联参与自动化与遥控研究所各个学科研究的学者数目，来自美国国防部报告

进入20世纪60年代，控制论在苏联学界成为一门显学。别尔格领导的控制论委员会出资在媒体宣传控制论，赞助制作广播节目，名为《生活中的控制论》，时长20分钟；为莫斯科电视台赞助一系列介绍计算机技术进步的节目；还面向各级干部、工人举办了数百场控制论讲座。1961年，委员会出版官方文集《控制论——为共产主义服务》，将控制论定性为一门社会主义科学。
在苏共二十二大上，苏共宣布控制论是“建设共产主义社会的主要工具”，赫鲁晓夫称发展控制论是苏联科学势在必行的任务，将“控制论”写入党纲：“在工业、建筑工业和运输业的生产过程中，在科学研究中，在计划计算和设计计算中，在核算和管理方面，将广泛地应用控制论、电子计算机和操纵装置。”控制论成为学术界的一门风尚，甚至在追求事业发展的学者中间成为一个流行语。参与控制论研究的学者规模迅速扩大。美国中情局报告称，1962年7月的“控制论哲学问题会议”吸引了“约1000名专家，包括数学家、哲学家、物理学家、经济学家、心理学家、生物学家、工程师、语言学家和医生”。美国情报机构被这股热潮误导，误将体制内的热情视同科研投入，总统特别顾问小亚瑟·施莱辛格警告总统约翰·肯尼迪称，苏联大加投入控制论研究，在技术与经济生产效率上获得“巨大优势”，若美国缺乏相应计划，“我们就完蛋了”。
1962年7月，别尔格提出调整控制论委员会的组织职能，意图覆盖到苏联科学的各个研究领域。这个计划在委员会内部遭到反对，有专家在给李亚普诺夫的信函中抱怨：“委员会几乎毫无成果，别尔格只要纸上功夫，一味追求扩张。”利亚普诺夫感到不满，认为控制论研究的方向有所偏离，他拒绝为《控制论——为共产主义服务》撰稿，随后逐渐淡出控制论界。有回忆录写道，利亚普诺夫退出学界，意味着“统一控制论研究的中心消失了，控制论研究自会四分五裂。”尽管老一辈控制论学者多有抱怨，但在这一时期，苏联控制论研究整体呈现出爆发式增长：1962年，控制论委员会领导170个项目、29家机构，到1967年，扩张至500个项目、150家机构。
控制论所代表的计算理性符合苏共官方的计划经济自动化的建设愿景，所以在意识形态话语上获得成功，同时，基于50年代起就投入研发的计算机系统，也开发出诸多应用成果，并在国民经济领域中推广应用，如工業控制系統、数值控制系统、自动化过程控制系统、航空预订系统、售票自动系统、交通信号控制系统、天气预报计算系统、疫情传播计算机建模等。1970年，莫斯科国立大学设立计算数学与控制论学院，1971年，又成立计算工具科学委员会。70年代后期，计算机科学开始引入莫斯科中小学教育。
1962年，格卢什科夫带头组建乌克兰科学院控制论研究院，担任院长。格卢什科夫在控制理论领域作出开创性贡献，被后世誉为苏联控制学与信息技术之父，并在1973年为《大英百科全书》的“控制论”词条撰文，发起并担任《控制论百科全书》主编。他将控制论定义为一门综合性的科学，研究人与机器之间的有效交互，提出了“眼睛和手”“自动阅读机”“自组织结构”等概念，为人工智能奠定了基础。他将自动机理论引入计算机构造学，并带头研制出多款大型计算机和编程语言，成为现代计算机设计的先驱。
然而，在更宏大的计算机网络建设上，控制论专家却遇到困境。阿纳托利·基托夫在1962年提出建立统一国家计算中心网络，希望建立计算机网络，用于改善经济计划制定；同年，格卢什科夫提出以莫斯科为中心建立三级网络结构，命名其为全国计算和信息处理自动化系统（OGAS）。这些计算机利用电信设施通信，同时各终端间也可互相通信。这两项计划均被相关单位驳回而未能付诸实践，各个官僚机构并不愿意放弃手中原有的资源和权力而与其他部门共享。相比之下，美国ARPANET则是于1969年投入运行。1978年，建成全联盟学术网络，通过计算机为苏联各地科研机构和民间机构提供数字连接，成为苏联互联网的前身。
“控制论运动”在20世纪70年代初起逐步式微。当代学者格罗维奇认为，在当时，苏联学界纷纷向控制论靠拢，于是故意引入控制论概念和行话，作学术投机，这导致控制论运动逐渐失去了往日锋芒，最初一批学者以控制理论改造学界的目标就此被掩盖了。昔日各个陷入争议的西方理论和学科，一度依赖控制论热潮作为保护伞，后来逐步成为科学主流，而控制论在苏联沦为松散而不连贯的意识形态拼凑物。有部分学者自觉被排挤，于是选择移民，包括瓦伦丁·图尔钦、亚历山大·勒纳、伊戈尔·梅尔丘克。到20世纪80年代，控制论在苏联式微，学界转而追捧起“信息学”概念。

## 著名学者
- 阿克塞尔·别尔格（英语：Aksel Berg）
- 维克托·格卢什科夫
- 阿纳托利·基托夫（英语：Anatoly Kitov）
- 安德烈·柯爾莫哥洛夫[59]
- 列昂尼德·克莱斯默（英语：Leonid Kraizmer）
- 阿列克谢·李亚普诺夫（英语：Alexey Lyapunov）
- 謝爾蓋·索伯列夫

## 书目
- Бурас, Мария. . Moscow. 2022. ISBN 978-5-17-144664-2. OCLC 1293987701.
- Fet, Yakov. . 2014 Third International Conference on Computer Technology in Russia and in the Former Soviet Union. 2014. doi:10.1109/sorucom.2014.50.
- Ford, John J. . Dechert, Charles R.  (编). . Notre Dame: University of Notre Dame Press. 1966.
- Gerovitch, Slava. . Cambridge, MA: The MIT Press. 2002. ISBN 9780262572255.
- Gerovitch, Slava. . Baltic Worlds 2 (1). 2009: 32–38  [2019-06-28].
- Gerovitch, Slava. . Nautilus. 2015-04-09  [2019-06-28].
- Holloway, David. . Science Studies. 1974, 4 (4): 299–337. S2CID 143821328. doi:10.1177/030631277400400401.
- Kapitonova, Yu. V.; Letichevskii, A. A. . Cybernetics and Systems Analysis. 2003, 39 (4): 471–476. S2CID 195221399. doi:10.1023/b:casa.0000003497.07568.d9.
- Leeds, Adam E. . Historical Studies in the Natural Sciences. 2016, 46 (5): 633–668. doi:10.1525/hsns.2016.46.5.633.
- Malinovsky, Boris Nikolaevich.  (PDF). 由Aronie, Emmanuel翻译 2nd. SIGCIS. 2010  [2019-06-28].
- Peters, Benjamin. . International Journal of Communication. 2008, 2: 66–80.
- Peters, Benjamin. . Information & Culture. 2012, 47 (2): 145–175. JSTOR 43737425. S2CID 144363003. doi:10.1353/lac.2012.0009.
- Peters, Benjamin. . Cambridge, MA: The MIT Press. 2016. ISBN 9780262034180.
- Rindzeviciute, Egle. . Archiv für Sozialgeschichte. 2010, 50: 289–309.
- Shilov, Valery. . 2014 Third International Conference on Computer Technology in Russia and in the Former Soviet Union. 2014. ISBN 978-1-4799-1799-0. doi:10.1109/sorucom.2014.46.